# 西村栄一
西村 栄一（にしむら えいいち、旧字：西村榮一、1904年（明治37年）3月8日 - 1971年（昭和46年）4月27日）は、日本の政治家。衆議院議員（11期）、民社党委員長（第2代）、同党書記長。富士社会教育センター創設者。正三位勲一等。
衆議院議員であった西村眞悟は四男、西村章三は甥。

## 概要
貧しい農家の生まれで、小学校を出ると上海のフランス高等学院に学ぶ。大阪に帰って保険会社の給仕となり、31歳で大阪支店長。1931年（昭和6年）、全国労農大衆党中央委員。
1933年（昭和8年）堺市議。全国サラリーマン組合を結成したが半年で官憲の解散命令。1946年（昭和21年）戦後初の総選挙で衆院議員に当選、社会党河上派に属し、1948年（昭和23年）芦田内閣の経済安定政務次官。政務次官在職中、政治資金に関する問題で衆議院不当財産取引調査特別委員会に証人喚問された。
1953年（昭和28年）2月の衆院予算委員会で吉田茂首相に質問中、吉田が「無礼じゃないか」と叫んだのに対し「何が無礼か。答弁出来ないのか君は」とやり返す。これが癪に障った吉田が思わず「馬鹿野郎」と呟き、いわゆる“バカヤロー解散”を引き起こす。左右社会党の統一に反対、1960年（昭和35年）の民社党結成で西尾末広と行動を共にした。
1962年（昭和37年）の党大会での初の公選で曽祢益と争って書記長に就任。
1967年（昭和42年）6月、西尾の後を受けて2代目党委員長に就任。
1969年（昭和44年）、労働活動家の養成を目的とする富士社会教育センターを静岡県御殿場市に創立。生産性向上研修と同時に反共思想教育を行う。
1971年（昭和46年）4月27日、肝臓障害に脳内出血を併発し東京慈恵会医科大学附属病院で死去。67歳没。

## 略年譜

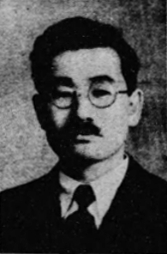
1948年頃

- 明治37年（1904年）

3月8日 - 奈良県北葛城郡五位堂村（旧名鎌田村、現香芝市）に父・西村栄太郎、母・良の子息として生まれる。栄太郎の孫にあたる西村眞悟によれば、「父の父は生涯働いたことはなかったのではないかと思われる。」という。生家は水呑百姓で「苦学もできないほど貧乏だった」。出身地の鎌田村は、｢大和高田市の近くであり、奈良県といっても西側にすぐ金剛生駒国定公園をのぞむ大阪府との県境に近いところである。国鉄和歌山線の「しもだ」と「なかだ」の中間にあたり、近鉄南大阪線がその南方を走っている。その｢たいま｣駅の近くにあたり、付近は農村である。｣
- 明治43年（1910年）

生家は材木商をしていたが、6歳のとき破産した。単身東京に出て、親戚の家に預けられる。東京上野の天海小学校という私塾の学校に入り、さらにこの学校が合併になったので下谷小学校に入った。西村が下谷小学校に在籍していたことは間違いないが、それは尋常5年までで、卒業はしていない。大工の仕事を手伝ったり｢株屋の小僧｣をする。
- 大正13年（1924年）

1月 - 兼松幾子と結婚。幾子はちょうど女学校を卒業して裁縫の稽古をしていたときであり、西村は釘を扱う金物商をしていたが、結婚当時はなにもしていなかった。幾子の実兄･兼松龍平が上海の繊維会社の工場長をしていたため、結婚後3ヶ月ほどして幾子とともに上海に渡る。
上海フランス国民高等学校に学ぶ。上海生活を終えると、北海道に渡り、札幌で中央生命に入社する。
- 昭和3年（1928年）

- 社会民衆党に入党する。
- 昭和5年（1930年）

- 全国民衆党に移籍。
7月 - 全国大衆党大会で中央委員となる。
10月 - 全国大衆党堺支部結成。
- 昭和6年（1931年）

5月 - 堺労農学校をひらき、その中心人物となる。
7月 - 全国労農大衆党に移籍し中央委員となる。保険会社勤務のかたわら党堺支部で活躍。
- 昭和7年（1932年）

12月 - 社会大衆党堺支部を結成しその支部長となる。
- 昭和8年（1933年）

1月 - 堺市議選に立候補、406票を得て定数35名中18位で当選。
- 昭和12年（1937年）

4月 - 総選挙に大阪6区より立候補、9,527票を得たが惨敗する。社会大衆党大阪支部連合会総務委員長となる。
- 昭和14年（1939年）

- 大東亜科学経済研究会を設立する。
- 昭和16年（1941年）

- 昭和生命・第一生命の合併を機に長年のサラリーマン生活に見切りをつける。
- 昭和19年（1944年）

6月 - 東儀秀子と再婚。
- 昭和20年（1945年）

5月 - 東京の家が空襲で焼失する。
- 昭和21年（1946年）

4月 - 総選挙に大阪第2区より立候補、48513票を得て10位で当選する。初当選。
- 昭和23年（1948年）

1月 - 社会党中央執行委員となる。
4月 - 芦田内閣の経済安定政務次官に就任。
5月 - 不当財産取引調査特別委員会に証人喚問される。
- 昭和26年（1951年）

1月 - 党執行委員となる。
- 昭和28年（1953年）

2月 - 衆議院予算委員会の質疑中に首相・吉田茂に「バカヤロー」と暴言を吐かれる（バカヤロー解散）
- 昭和32年（1957年）

2月 - アジア研究所を設立。
- 昭和35年（1960年）

1月 - 民社党結党に参加。
- 昭和36年（1961年）

1月 - 党組織局長に就任。
- 昭和37年（1962年）

1月 - 党国会議員団長に就任。
10月 - 党書記長に就任。
- 昭和42年（1967年）

6月 - 民社党第二代目委員長に就任。
- 昭和44年（1969年）

7月 - 富士社会教育センターの設立登記が完了。
8月1日 - 富士政治大学校初代学長となる。
- 昭和46年（1971年）

4月26日 - 病床で洗礼の儀式が行われる。
4月27日 - 議員在職、民社党委員長在職のまま東京慈恵医大病院にて死去。叙正三位勲一等授旭日大綬章。
5月6日 - 民社党葬がカトリックの様式により東京･青山葬儀所で執り行われた。葬儀委員長は西尾末広。

## 人物像

### 少年時代
生家は材木商をしていたが、6歳のとき破産した。西村眞悟によると、「栄一の祖父は奈良県下に電線を引く工事を請け負い、多くの電信柱の用材を購入して工事を開始しようとしたが、用材の価格が暴騰した。請負代金の範囲では工事が無理となった。しかし、栄一の祖父は、お上との約束は守ると言って私財をつぎ込んで電信柱を約束通り立てた。それが一家破綻につながった」という。

### 思想・信条、人柄・性格など
長男で自衛官だった重剛は“父は社会主義者であったと同時に、民族主義者でもあったと思います。”といい切っているが、西村の考え方は複雑であって○○主義をもっていいあらわされない性格のものではなかった。たしかに、彼は主義の人であったというよりはむしろ機敏に時勢に対処する柔軟な態度の人であったといえる。
西村は生前｢上海の国民学校に入っている時に、洗礼を受ける機会があったが、その時は十戒を守ることが出来ないのでやめた。政界は権謀術数の渦巻く世界だから、神の掟は守れない。神様だけは誤魔化したくないので、わざと洗礼を受けずにいるのだ｣と述べていた」という。
西村眞悟によると、「小さい頃、父は孤児であったと聞いていたような気がする。そして、幼いながらも、我が父は、苦労した人だなーと思ったものだ。（中略）思えば父は、明治生まれの伝統を濃厚に持っており、家の中では家父長的で自己中心的でなければならないと思い込んでいた。すなわち父は、急に怒り始める、手が出はじめればなかなか一回でとめることができない。静かに食事をしているのに、父が急に怒ってお膳をひっくり返したことが数度あった。要するに、父が家にいるときは、緊張を強いられ気を緩めることができないのだ。後年、選挙区などで、父のことを温厚な優しい方だったと多くの人から言われるようになるが、違和感を覚えること再三である」という。

### 政治家として
昭和22年（1947年）4月の衆院総選挙で大阪第5区より立候補したとき西村は候補者経歴広報につぎのような記載をしている。「四十四歳私は奈良県の貧家に生れ幼少より困苦の裡に苦学をなし、二十三歳社会民衆党入党以来勤労階級解放の為に闘って参りました。昨年衆議院議員当選以来国民生活の安定、日本経済の復興悪性インフレ克服の為に健闘いたしました。幸い皆様の御支持により再選の暁は祖国再建の為に挺身し以て御期待に添ひたいと存じます。何卒御支援を御願ひ致します」。

## 家族・親族

### 西村家
（奈良県香芝市、大阪府堺市）
- 前妻・幾子（兼松龍平の妹）

大正13年（1924年）1月、兼松幾子と結婚。西村が結婚したのは21歳の年であり、幾子は1つちがいの20歳であった。随分早婚であった。幼いときから信仰の好きだった幾子は天理教に入信した。西村と離婚した後、西村の秘書をしていた鎌田勝太郎と再婚した。
- 後妻・秀子（音楽家東儀哲三郎の娘）
- 長男・重剛（自衛官）…前妻との間の子
- 長女・和子（医師）…前妻との間の子
- 二男・力（つとむ）…前妻との間の子
- 三男・勇三（画家）…後妻との間の子
- 四男・眞悟（弁護士、政治家）…後妻との間の子
- 甥・章三（政治家）

## 著書
- 『実践期の社会主義』新紀元社、1957年11月20日。NDLJP:3025330。

## 演じた俳優
- 小林稔侍（『小説吉田学校』、1983年）
- 藤田宗久（『アメリカに負けなかった男〜バカヤロー総理 吉田茂〜』、2020年）